# Ballylickey House
Ballylickey House was een restaurant in Ballylickey in County Cork, Ierland, dat in 1975 één Michelinster mocht ontvangen. Het restaurant mocht in verschillende perioden sterren ontvangen van de Egon Ronay Gids: 1965-1966, 1968-1973 en 1975-1982. Het verloor zowel de Egon Ronay als de Michelinster na een brand in 1976 die het pand in de as legde.
Het - inmiddels gesloten - restaurant was onderdeel van het hotel Ballylickey Manor House.
Het pand was oorspronkelijk gebouwd in 1650 maar is na een brand geheel herbouwd in de oude stijl.